# 嬬戀村
嬬戀村（日语：／ Tsumagoi mura */?）是群馬縣西部的一村。

## 地理
- 山嶽：淺間山、四阿山、本白根山、草津白根山
- 河川：吾妻川
- 湖泊：田代湖（鹿澤壩）、茨木湖

### 鄰接自治體
- 群馬縣
  - 吾妻郡：草津町、長野原町
- 長野縣
  - 小諸市、須阪市、上田市、東禦市
  - 北佐久郡：輕井澤町、禦代田町
  - 上高井郡：高山村